# Паскин, Жюль
Жюль Паскин (иначе — Паскен, фр. Jules Pascin, собственно Юлиус Мордехай Пинкас; 31 марта 1885, Видин, Болгария — 2 июня 1930, Париж) — живописец и график Парижской школы.

## Биография
Родился в приграничном болгарском городе Видин в многодетной сефардской еврейской семье, был восьмым ребёнком из одиннадцати. Отец — торговец зерном Маркус Пинкас. Бизнес большого семейства Пинкас (изначально из Русе), одного из самых состоятельных в Видине, был связан с закупкой и экспортом кукурузы, риса и подсолнечника. Старшие братья и сёстры Юлиуса родились в Земуне, где после переезда из Триеста жила семья его матери, урождённой Софии Руссо. Разговорным языком в семье был сефардский (ладино).

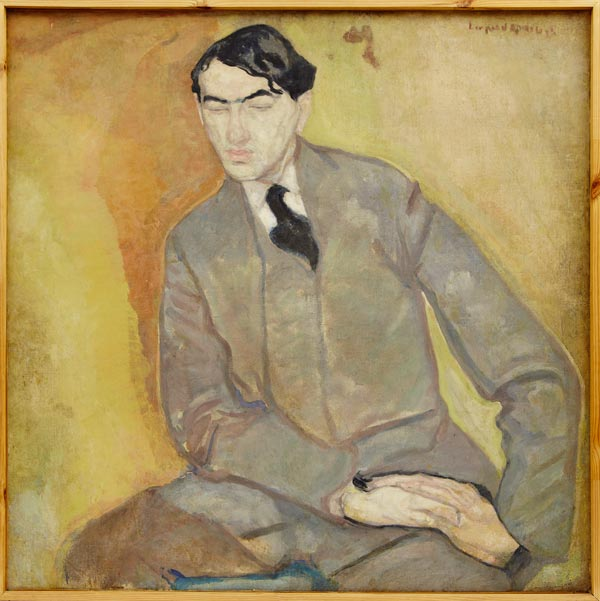
Леопольд Готтлиб. Портрет Жюля Паскина. 1908

В 1892 году переехал с родителями в Бухарест; четырьмя годами позже был отправлен учиться в интернат в Вене. После окончания интерната в 1901 году работал в отцовской фирме «Marcus Pincas & Co» в Бухаресте, пока в следующем году вновь не вернулся в Вену, где с 1901 года жила его сестра Ребекка и её муж Авраам Альфред Йерохам. Учился живописи в Вене (1902—1904), художественной школе Морица Хаймана (Moritz Heymann) в Мюнхене (1904—1905), Берлине (1905), сотрудничал с сатирическими изданиями «Simplicissimus» и «Lustige Blätter». 24 декабря 1905 года прибыл в Париж, работал в студии на Монпарнасе, затем на Монмартре, стал подписываться псевдонимом-анаграммой Pascin. Был завсегдатаем кафе «Дом» и «Селект», получил дружеские прозвища «Князь Монпарнаса», «Князь трёх холмов». В 1907 году познакомился с Эрминой Давид (внучкой Жака-Луи Давида, в то время натурщицей, позже художницей), на которой женился в 1918 году уже в США.
Первая персональная выставка Паскина состоялась в берлинской галерее Пауля Кассирера в 1907 году. По заказу Кассирера иллюстрировал Генриха Гейне (1910), выставлялся на Берлинском сецессионе (1911), на Армори-Шоу в Нью-Йорке (1913), в парижском Осеннем салоне, Салоне независимых (1913). В сентябре 1914 года, спасаясь от военной службы и благодаря финансовой поддержке старшего брата Иосифа М. Пинкаса, через Лондон переехал в Нью-Йорк, где прожил до 1920 года, получив американское гражданство (20 сентября 1920). В 1915 году к нему в Нью-Йорк переехала и Эрмина Давид, с которой они каждую зиму проводили в южных штатах (Техас, Луизиана, Южная Каролина, Флорида) и на Кубе.
Вернулся в Париж, много путешествовал — Алжир (1921), Тунис (трижды — 1908, 1921, 1924, в последний раз с заездом в Алжир), Италия (1925), юг Франции (Марсель, Кассис, Сен-Тропе, Санари-сюр-Мер). В 1926 году предпринимает поездку в Палестину, но покидает корабль в Пирее, вновь посещает Тунис, Каир и через Александрию возвращается в Париж. В августе 1927 года возвращается в США, где к нему присоединяется Люси Крог (первоначальное имя Сесиль Видиль — фр. Cecile Vidil, 1891—1977), с которой у него была романтическая связь ещё в 1910 году и вновь в 1920-м, когда она уже была замужем за Пером Крогом. Принимает участие в коллективной выставке в Бруклинском музее и в Нью-Йоркском музее современного искусства. В июне 1928 года вместе с Люси возвращается в Париж, но вскоре отправляется путешествовать по Португалии и Испании (1929).

### Гибель
Нью-йоркская выставка 1930 года получила отрицательные отзывы критиков. Паскин, с юности мучившийся депрессиями и постоянно сомневающийся в собственном даре, покончил жизнь самоубийством, повесившись в парижской мастерской и оставив на стене надпись кровью «Прощай, Люси». Всё своё имущество и картины завещает Эрмине Давид и Люси Крог. В день его похорон 7 июня все парижские галереи были закрыты.

## Творчество

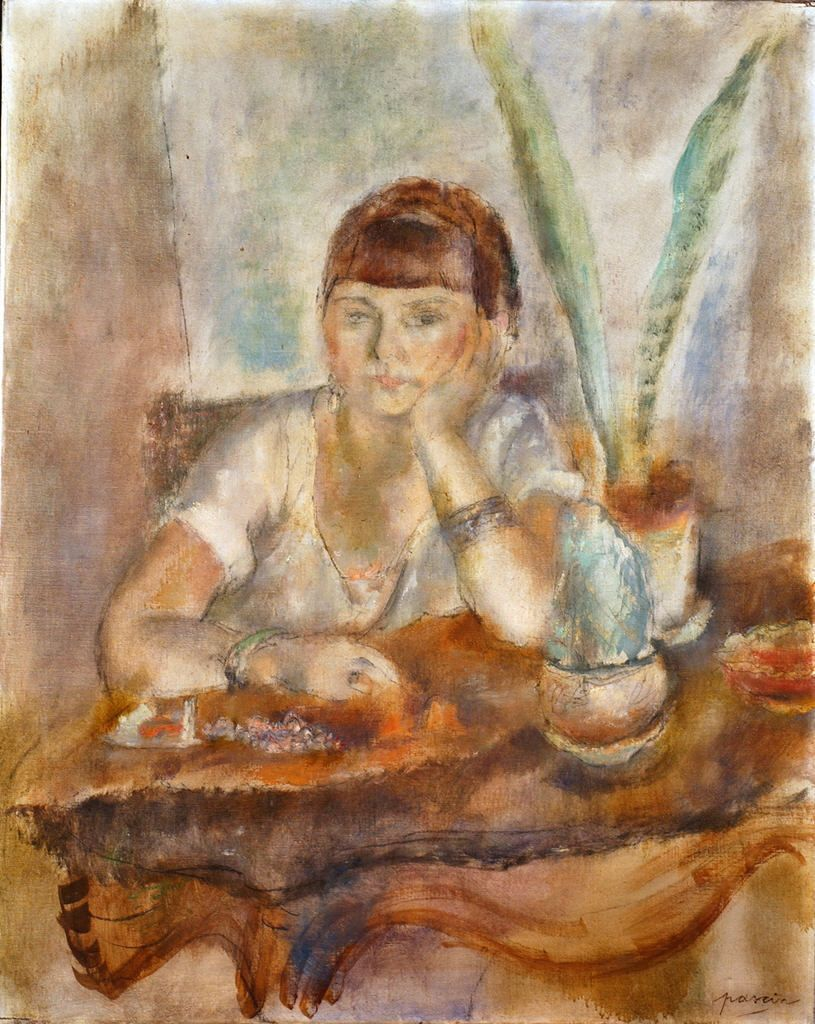
Портрет Мими Лоран (1927-28)

Блестящий рисовальщик-карикатурист, Паскин остался в истории искусства автором выразительных и точных портретов («Турецкая семья», 1907; «Эрмина в голубой шляпе», 1918; «Портрет Мими Лоран», 1927—1928), смелых и вместе с тем поэтичных акварелей и пастелей ню («Спящая Венера», 1927), моделями которых чаще всего служили проститутки.
Его собственный прочувствованный портрет оставил Хемингуэй в книге «Праздник, который всегда с тобой» (глава «В кафе „Купол“ с Пасхиным») после того, как одной из ночей 1923 года встретил его в кафе в сопровождении двух натурщиц.
Единственный прижизненный монографический обзор, посвящённый творчеству Паскина, вышел в серии «Les Artistes Juifs» в 1928 году (Georges Charensol, Jules Pascin; Éditions «Le Triangle»).
В 1964 году работы Паскина были отмечены на выставке современного искусства Documenta III в Касселе.

## Паскин в России
Творчество Паскина для советской публики открыл Илья Эренбург, посвятив художнику несколько страниц в мемуарной книге 1960-х годов «Люди, годы, жизнь». В июле 2008 года выставка Паскина прошла в московской галерее «Проун».

## Память
Именем художника назван Мыс Паскин в Антарктиде.
Французский автор комиксов Джоанн Сфарв период между 2001 и 2005 годами посвятил серию графических новелл «Паскин» жизни и творчеству Жюля Паскина.

## Галерея

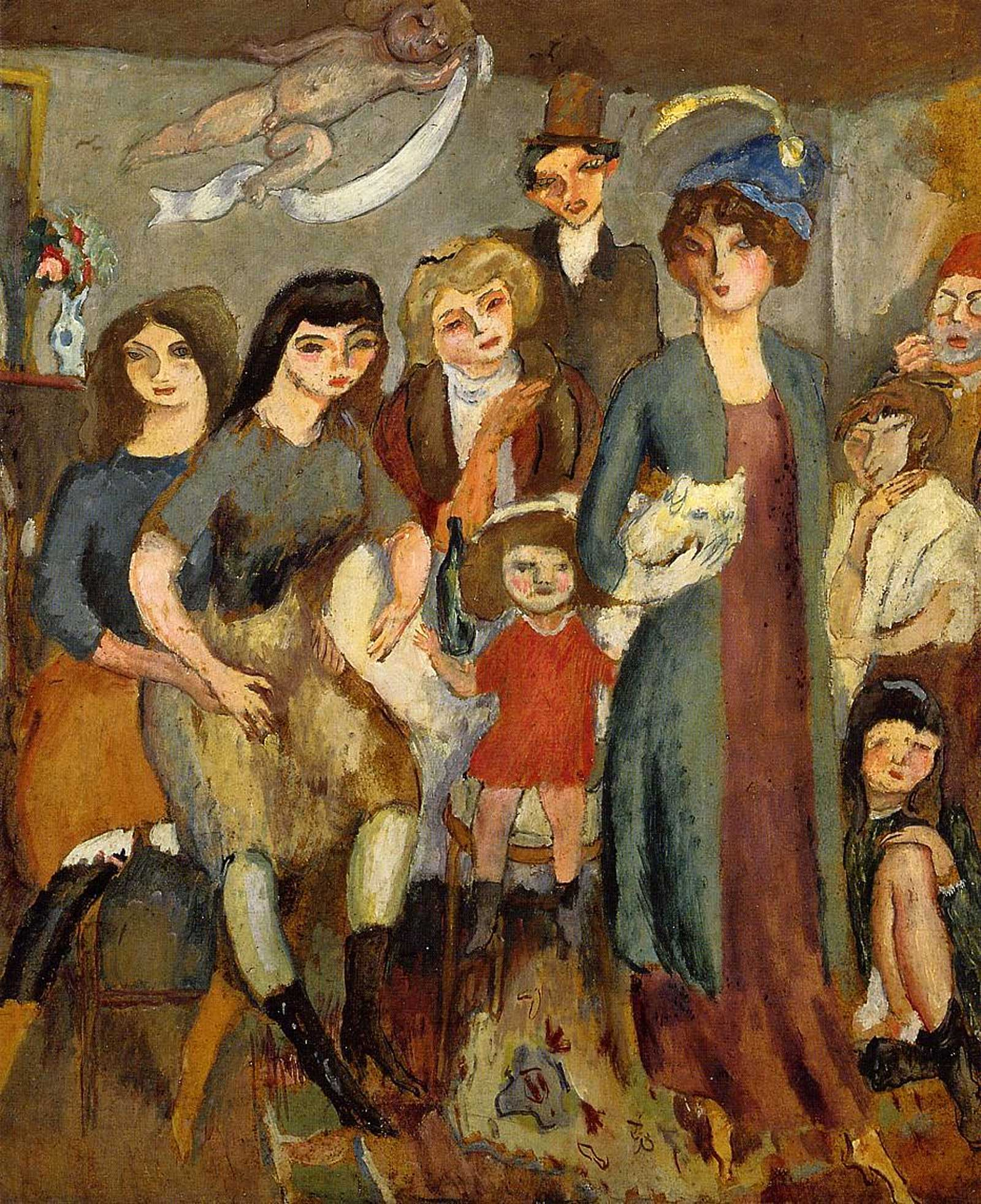
Турецкое семейство. 1907
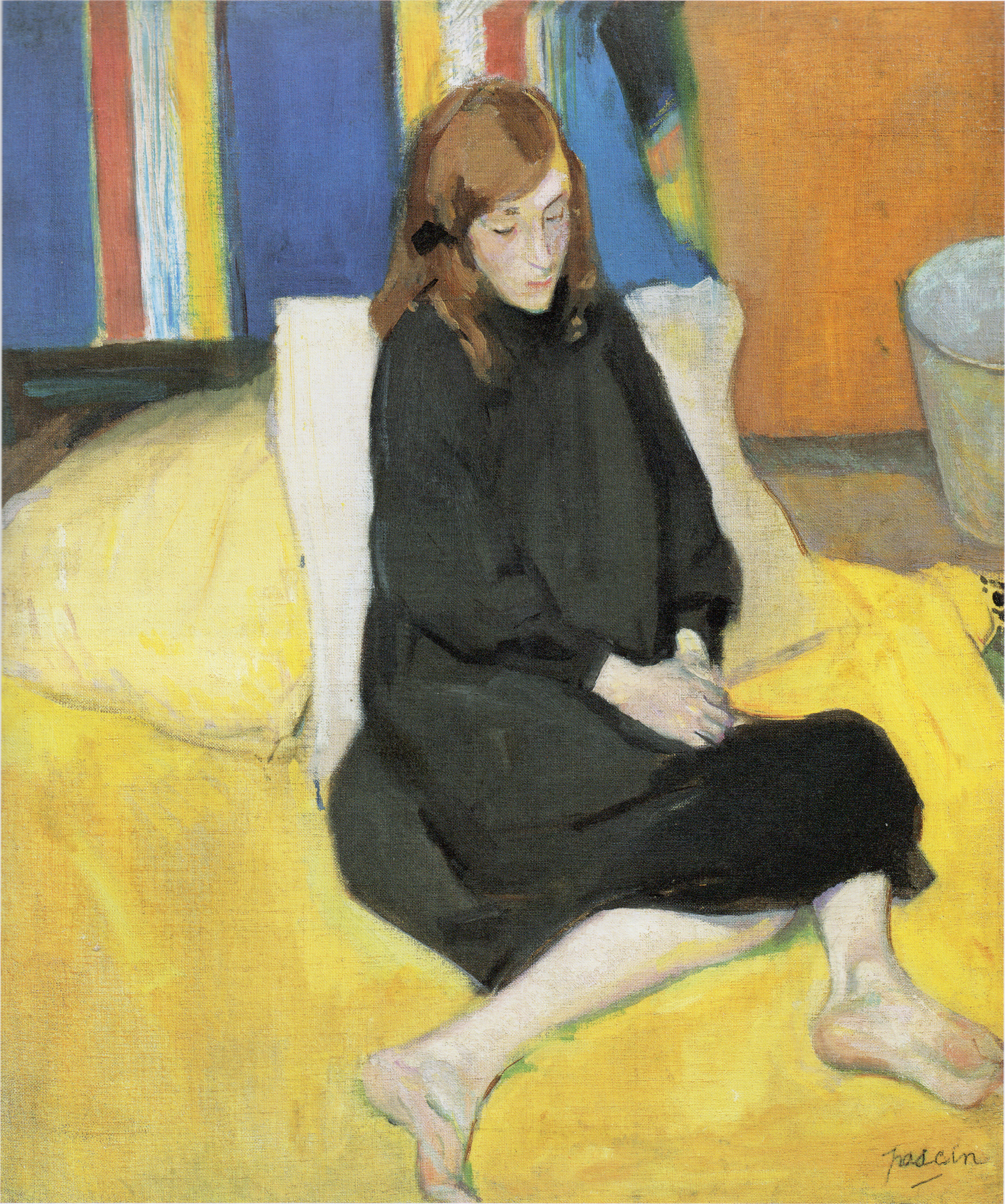
Школьница. 1908
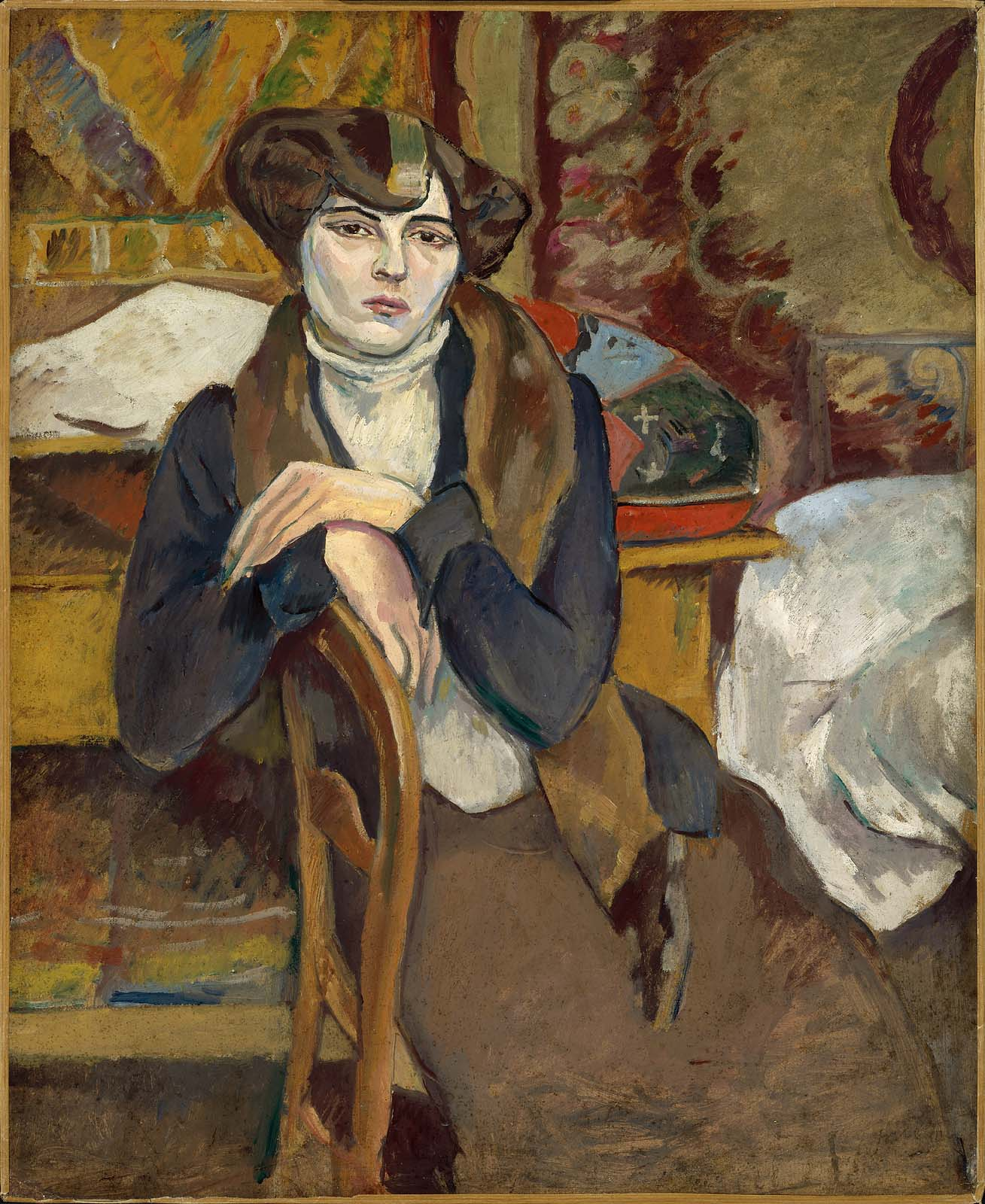
Грустящая. 1909
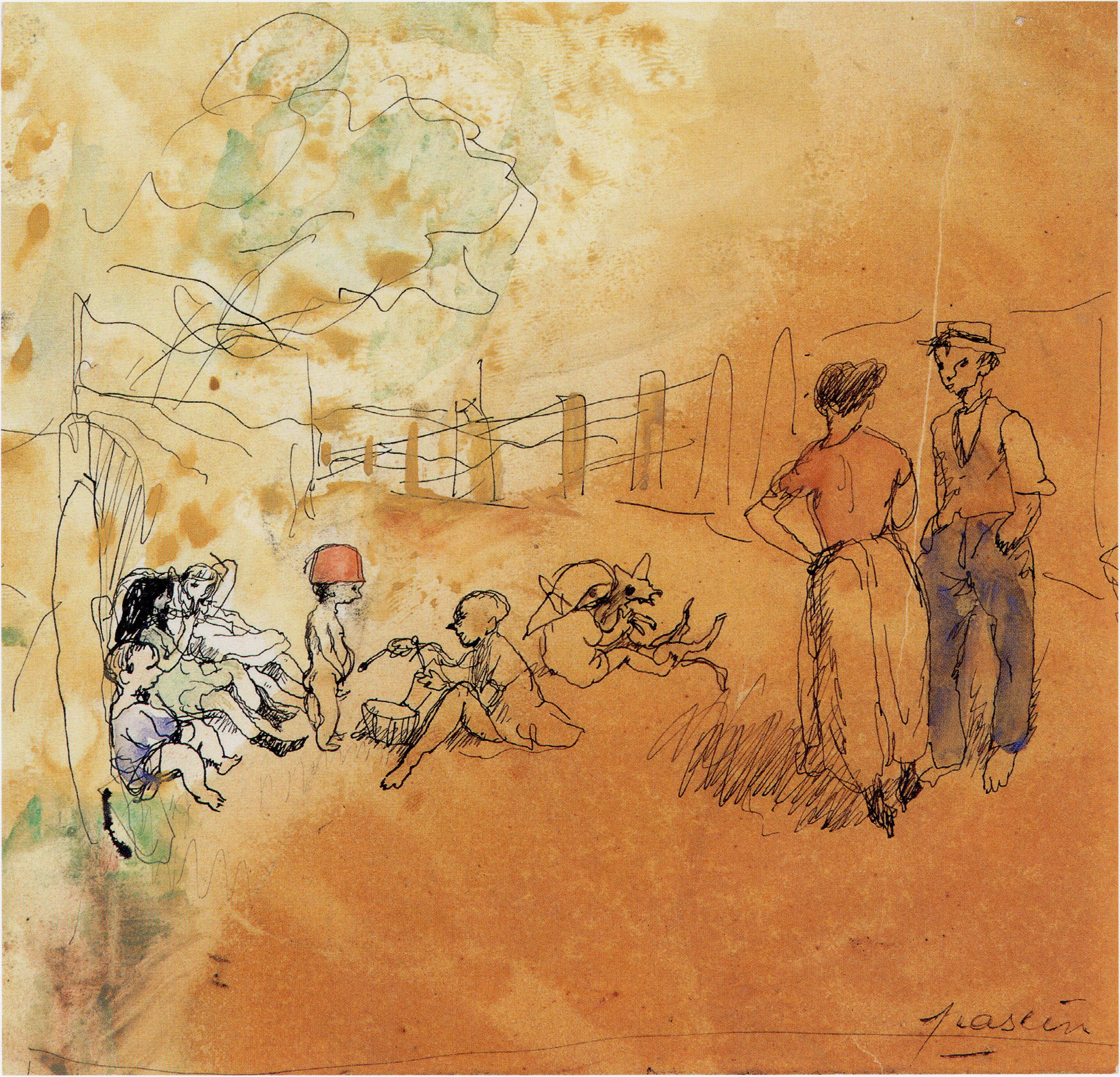
Трущобы Парижа. 1910
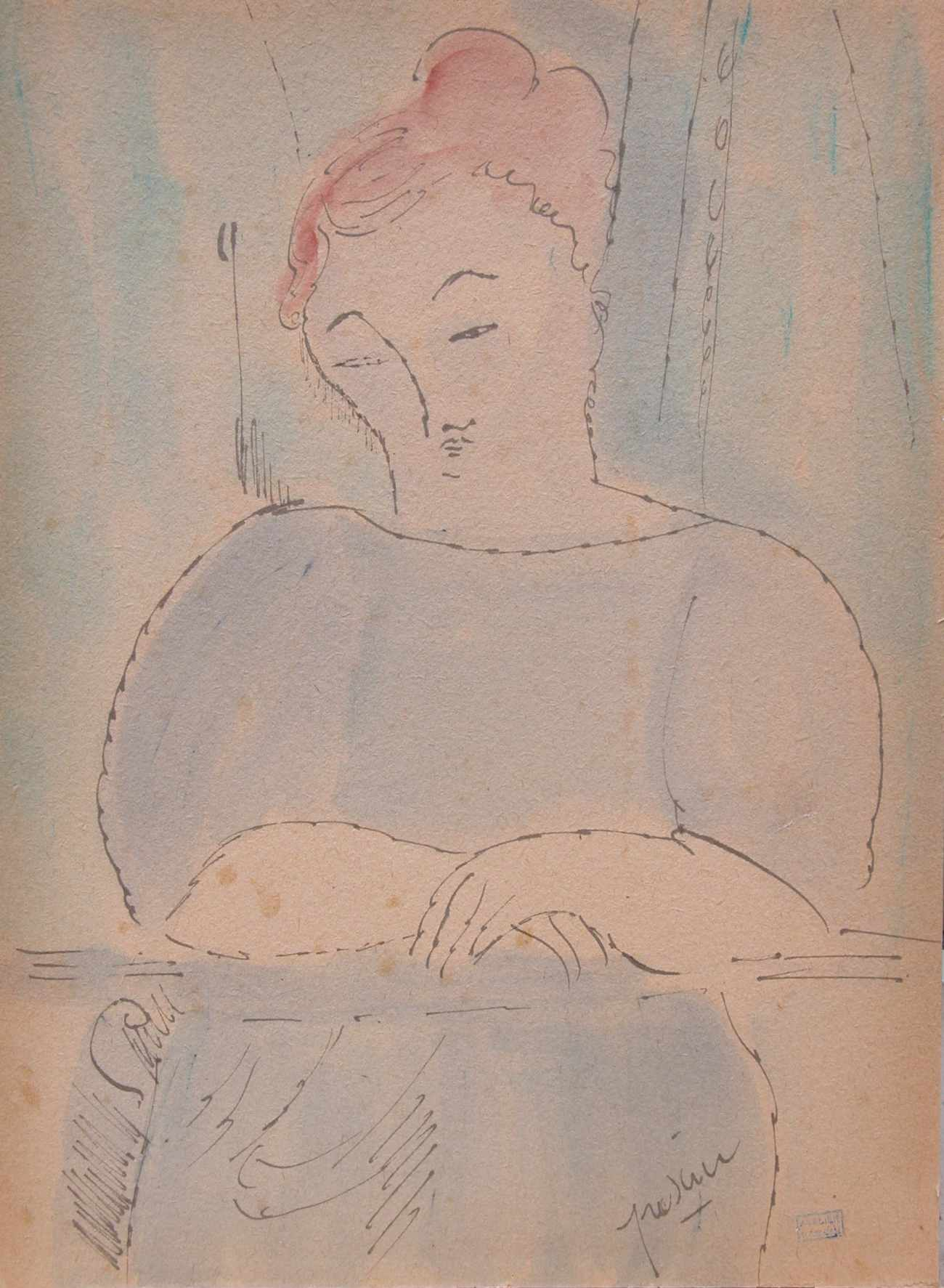
Задумавшаяся
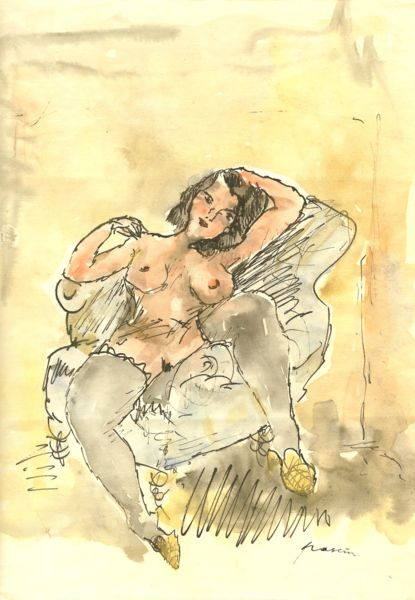
Обнаженная в кресле
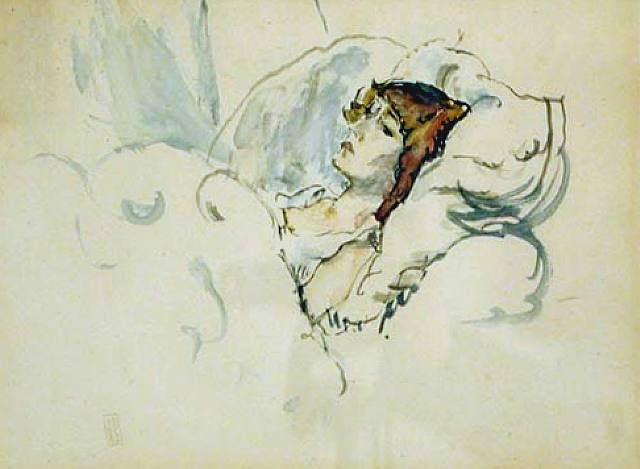
Эрмина в постели
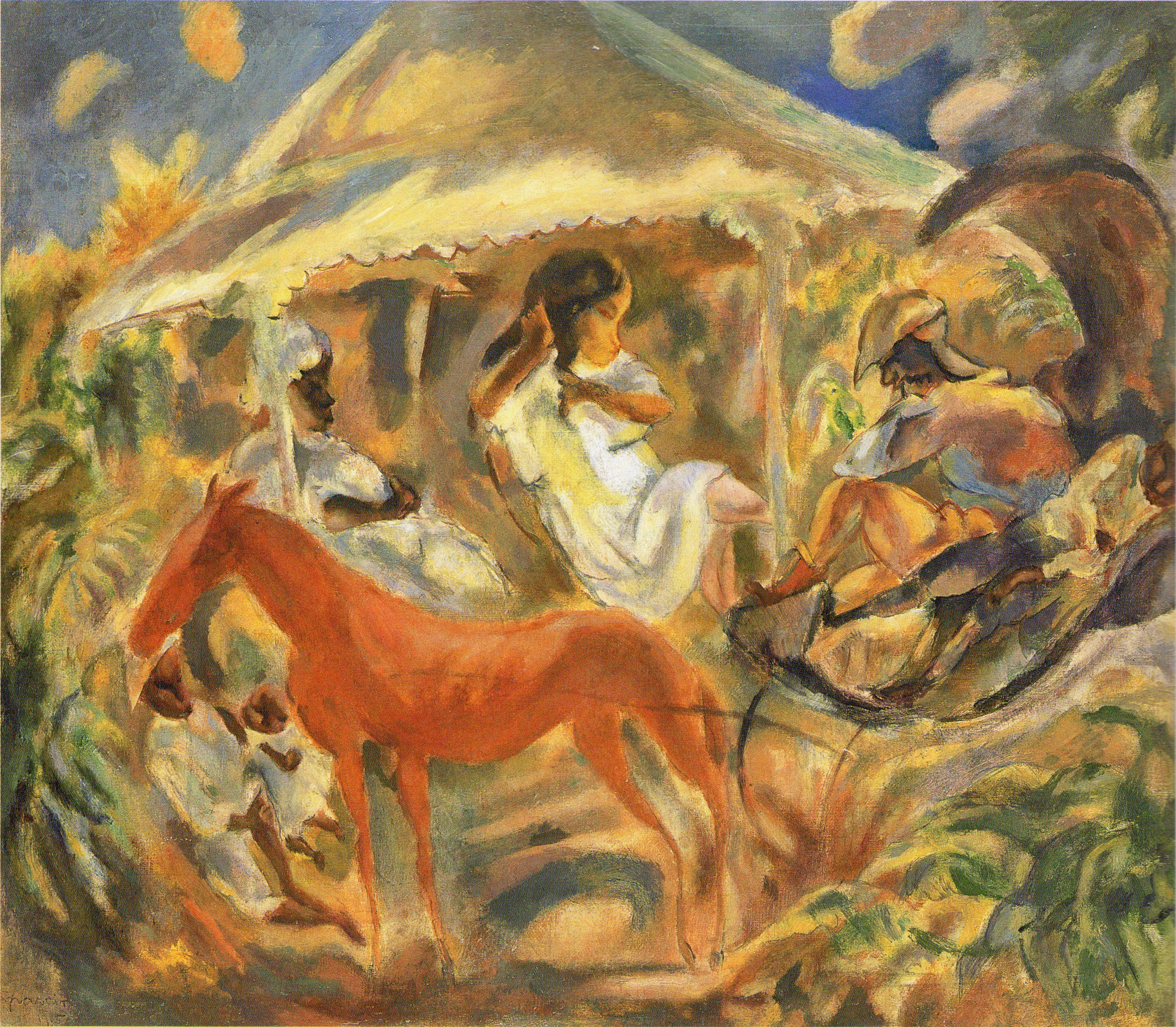
Рыжая лошадь. 1915
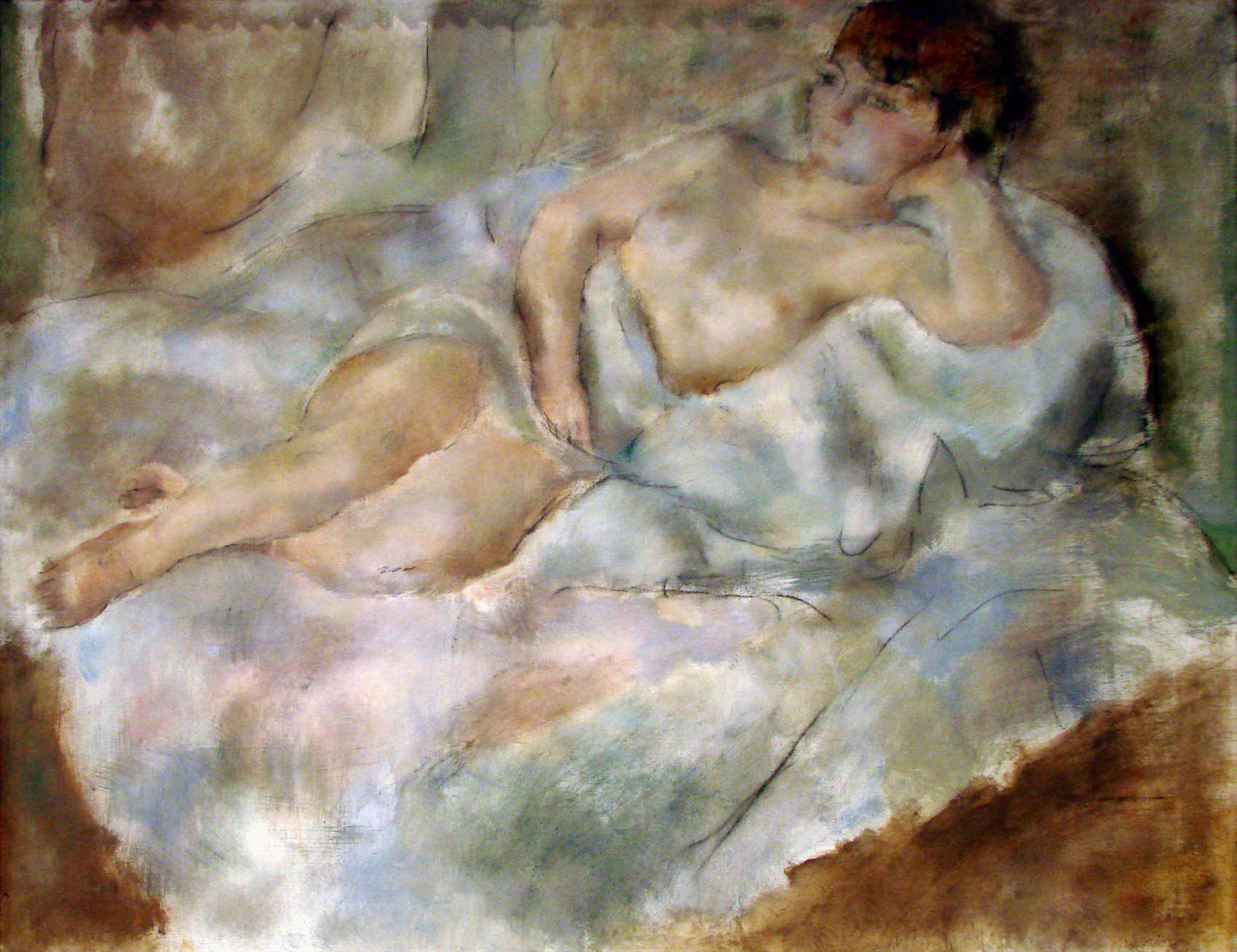
Замечтавшаяся. 1920
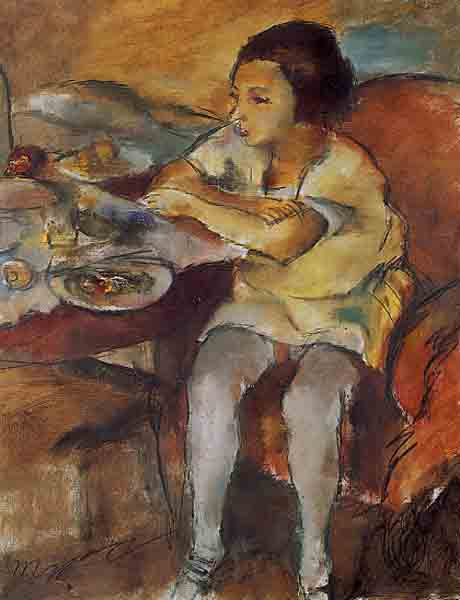
Обед. 1923